# IFAF CEI Interleague 2013
Navigation
2012 2014
L'IFAF CEI Interleague 2013 est la 3e édition de l'IFAF CEI Interleague, compétition sportive européenne interclubs de football américain organisée par l'IFAF Europe. 
Quatre équipes s'opposent et les deux premiers du classement jouent la finale. Le premier match a lieu le 20 avril et la finale le 7 juillet. 
Les Slovaques de Bratislava Monarchs remportent le titre en battant leurs compatriotes de Topoľčany Kings, 25 à 20.

## Équipes participantes
| Pays      | Club                        | Ville      | Résultat en saison 2012                                             |
| --------- | --------------------------- | ---------- | ------------------------------------------------------------------- |
| Slovaquie | Monarchs de Bratislava (it) | Bratislava | Champion de Slovaquie, Vice-champion de l'IFAF CEI Interleague 2012 |
| Hongrie   | Hurricanes de Budapest (it) | Budapest   | Champion de Hongrie                                                 |
| Slovaquie | Kings de Topoľčany (it)     | Topoľčany  |                                                                     |
| Hongrie   | Rebels d'Újbuda (it)        | Újbuda     |                                                                     |

## Les matchs
| Date          | Home                | Score                               | Away                | Renseignements                                      |
| ------------- | ------------------- | ----------------------------------- | ------------------- | --------------------------------------------------- |
| 20 avril 2013 | Bratislava Monarchs | 35 ET 33 (7-6, 12-7, 0-7, 8-7, 8-6) | Budapest Hurricanes | 450 spectateurs (ET=extra-time)                     |
| 20 avril 2013 | Újbuda Rebels       | 7 – 57                              | Topoľčany Kings     | Joué au Vasas Sportcentrum                          |
| 11 mai 2013   | Újbuda Rebels       | 19 – 14 (0-7, 7-0, 6-0, 6-7)        | Bratislava Monarchs | 50 spectateurs                                      |
| 11 mai 2013   | Budapest Hurricanes | 13 – 20 (7-7, 0-7, 0-6, 6-0)        | Topoľčany Kings     | Joué au Népliget SportHotel Stadion                 |
| 25 mai 2013   | Bratislava Monarchs | 37 – 12 (14-0, 14-6, 7-0, 2-6)      | Újbuda Rebels       |                                                     |
| 26 mai 2013   | Topoľčany Kings     | 31 – 41 (7-14, 6-21, 6-0, 12-6)     | Budapest Hurricanes | Joué au MFK Topoľčany                               |
| 8 juin 2013   | Budapest Hurricanes | 13 – 14 (0-7, 7-7, 6-0, 0-0)        | Bratislava Monarchs | 80 spectateurs                                      |
| 9 juin 2013   | Topoľčany Kings     | 20 – 0 (forfait)                    | Újbuda Rebels       | Újbuda déclare forfait raison de la crue du Danube. |
| 21 juin 2013  | Bratislava Monarchs | 6 – 14                              | Topoľčany Kings     | Joué au Istrochem Bratislava                        |
| 22 juin 2013  | Budapest Hurricanes | 55 – 36                             | Újbuda Rebels       |                                                     |

| Pos. | Équipe              | %     | M.J. | V | D | PP  | PC  |
| ---- | ------------------- | ----- | ---- | - | - | --- | --- |
| 1    | Topoľčany Kings     | 0.800 | 5    | 4 | 1 | 142 | 67  |
| 2    | Bratislava Monarchs | 0.600 | 5    | 3 | 2 | 106 | 91  |
| 3    | Budapest Hurricanes | 0.400 | 5    | 2 | 3 | 155 | 136 |
| 4    | Újbuda Rebels       | 0.200 | 5    | 1 | 4 | 74  | 183 |

## Finale
| Date                                | Vainqueur                   | Score   | Perdant                 |
| ----------------------------------- | --------------------------- | ------- | ----------------------- |
| 7 juillet 2013 à 15 hr. à Topoľčany | Monarchs de Bratislava (it) | 21 – 17 | Kings de Topoľčany (it) |